# 维耶维尔 (厄尔-卢瓦省)
维耶维尔（法語：Vierville，法語發音：[vjɛʁvil]）是法国厄尔-卢瓦省的一个市镇，位于该省东部，属于沙特尔区。

## 地理
维耶维尔（48°23'5"N, 1°54'53"E）面积6.81 平方千米，位于法国中央-卢瓦尔河谷大区厄尔-卢瓦省，该省份为法国北部内陆省份，北起顺时针与厄尔省、伊夫林省、埃松省、卢瓦雷省、卢瓦-谢尔省、萨尔特省和奧恩省接壤。
与维耶维尔接壤的市镇（或旧市镇、城区）包括：沙特奈、莱蒂安、瓦松维尔、桑维尔、戈梅维尔。

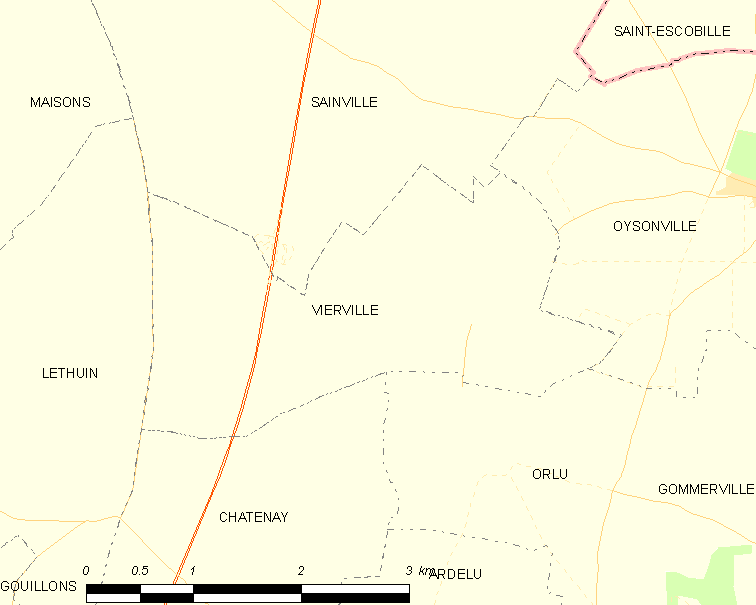
的OSM定位图

维耶维尔的时区为UTC+01:00、UTC+02:00（夏令时）。

## 行政
维耶维尔的邮政编码为28700，INSEE市镇编码为28408。

## 政治
维耶维尔所属的省级选区为欧诺县。

## 人口

1962-2008年间人口变化图示

维耶维尔于2022年1月1日时的人口数量为110人。